# Porta Carini
Porta Carini è un'antica porta di Palermo ubicata nel quartiere Capo.

## Storia
È una delle porte più antiche della città, non si conosce la data di prima edificazione, la prima data certa è il 1310 quando è documentata nelle disposizioni testamentarie di Benvenuta Mastrangelo circa la donazione di un terreno ubicato nelle immediate adiacenze, negozio giuridico a favore dei religiosi della Magione.
Presso questa porta Carlo d'Angiò, duca di Calabria, nel 1325 guidò gli scontri che coinvolsero altri tre accessi cittadini. I danni arrecati furono in seguito riparati con lavori di restauro voluti da Ubertino La Grua, il quale, per i meriti prestati alla corona, fu investito il 26 agosto 1397 della terra di Carini e di molti altri privilegi.
Nel 1552 a protezione del varco fu costruito l'omonimo baluardo, ad opera del viceré di Sicilia Carlo d'Aragona Tagliavia, principe di Castelvetrano e duca di Terranova. La strada in uscita dalle mura fortificate conduce alla chiesa di San Francesco di Paola e fu voluta da Aleramo del Carretto, Conte di Gagliano, pretore nel 1596.
Nel 1782 l'antica porta fu demolita per essere spostata più avanti verso nord e nuovamente riedificata senza arco di volta: ornata di pietre d'intaglio, colonne, balaustrata e vasi ornamentali sommitali. Erano infatti venute meno le misure di difesa ed occorreva intercludere i fabbricati che nel frattempo erano cresciuti lungo l'originario fossato cinquecentesco. Nelle immediate vicinanze era un carcere.
Nel 1789 il baluardo fu acquistato dalle religiose del monastero della Concezione che lo utilizzarono come belvedere, ambiente ricreativo e svago.
Nel 2000 l'Ufficio Tecnico comunale ne ha curato il restauro con i fondi per la "Conferenza TransNazionale contro il Crimine Organizzato dell'ONU", riportandola all'antico splendore e l'ha dotata di un impianto di illuminazione notturna.

## Posizione
È situata all'ingresso del mercato popolare del Capo a pochi passi dal tribunale e dal Teatro Massimo.

## Struttura
La porta è costruita in pietra calcarea, lo stile è tipicamente neoclassico, abbastanza austero senza troppe concessioni alle decorazioni. All'esterno troviamo quattro finte colonne a base quadrata con relativi capitelli dorici.